# Спесивцевы
Спесивцевы — дворянский род.
Восходит ко 2-й половине XVII в. Федот Алексеев сын Спесивцов, в 1679 и других годах по разряду писан был в числе дворян с поместным окладом. Происшедшие от этого рода Свирид Афанасьев и Дмитрий Титов дети Спесивцовы с потомством их, по Именному Высочайшему указу, от 11 декабря 1898 года на докладе Правительствующего Сената, обращены в первобытное предков их дворянское состояние и выключены из подушного однодворческого оклада.
Род внесён в VI часть родословной книги Курской губернии.

## Описание герба
В верхней половине щита, в чёрном поле изображена золотая звезда. В нижней красного цвета половине перпендикулярно означена серебряная городовая стена и через неё крестообразно положены ружьё и шпага.
Щит увенчан дворянскими шлемом и короной со страусовыми перьями. Намёт на щите красный, подложенный золотом. Герб рода Спесивцевых внесён в Часть 9 Общего гербовника дворянских родов Всероссийской империи, стр. 107.